# Jean-Pierre Cave
Pour les articles homonymes, voir Cave.
Jean-Pierre Cave, né le 20 février 1952 à Montauban et mort le 28 mars 2017 dans cette ville, est un homme politique français.

## Biographie
Jean-Pierre Cave est élu en mars 1992 conseiller régional de Tarn-et-Garonne et devient vice-président du conseil régional de Midi-Pyrénées, sous la présidence de Marc Censi (UDF).
Il est élu en mars 1993 député de la première circonscription de Tarn-et-Garonne avec plus de 60 % des voix.
Il est battu aux élections législatives de 1997 avec 47,9 % des voix face au socialiste Roland Garrigues.
Il envisage de tenter de retrouver son siège aux élections législatives de 2002 mais se désiste finalement pour Brigitte Barèges.
Vice-président sortant du conseil régional, il est tête de liste aux élections régionales de 2004 en Midi-Pyrénées.
Chirurgien ORL à la clinique Honoré Cave, fondée en 1973 par son père,, il possédait un centre de rééducation à Saint-Nauphary, la clinique La Pinède, ainsi qu'une la maison de retraite privée, Les Floralies, à Montauban.

## Mandats électifs
- Député de la première circonscription de Tarn-et-Garonne (1993-1997)
- Conseiller régional de Midi-Pyrénées (1998-2010)
- Vice-président du conseil régional de Midi-Pyrénées (1998-2004)[7]